# Maria von der Versöhnung (Pöring)

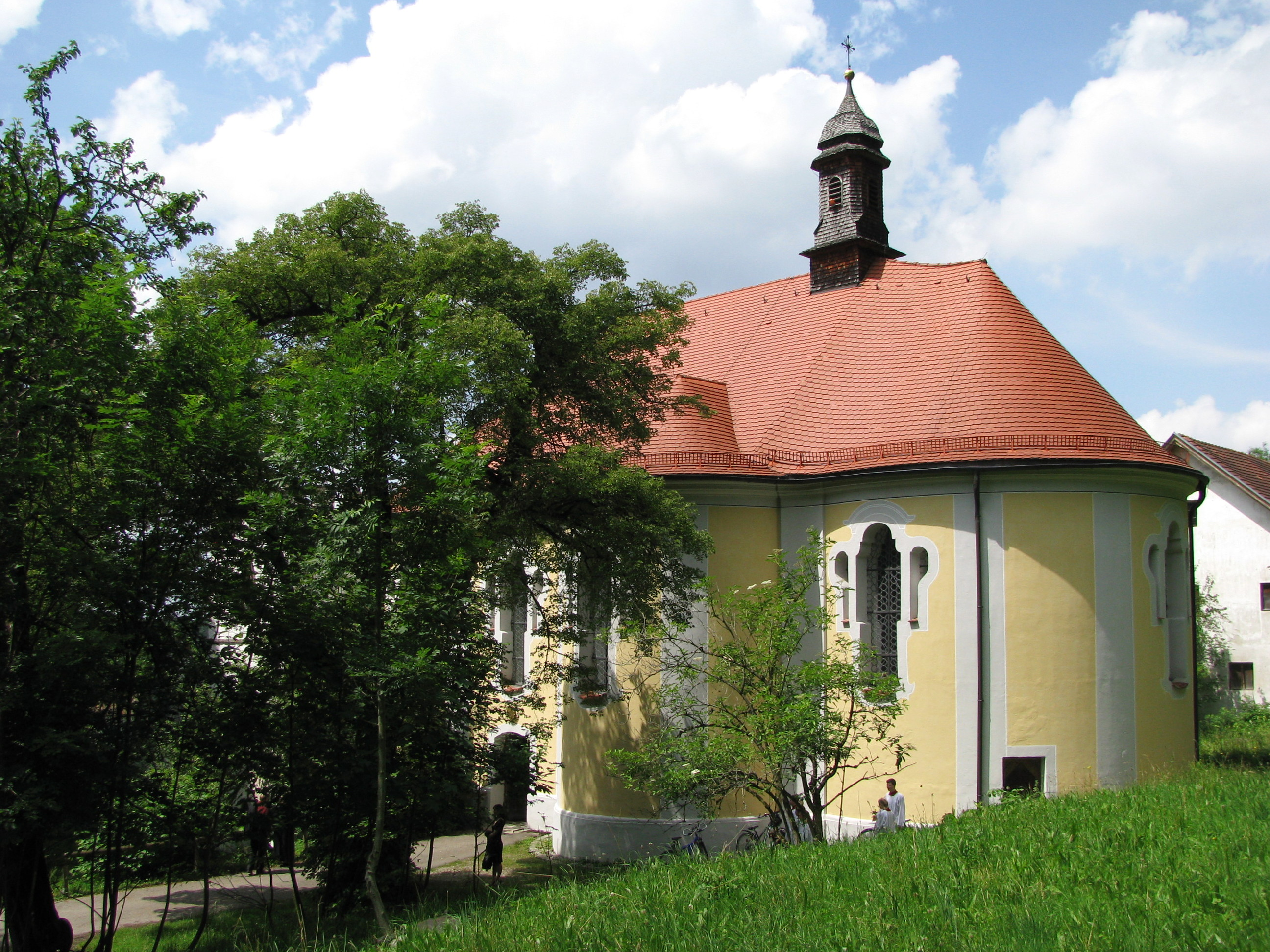
Maria von der Versöhnung in Pöring

Die römisch-katholische Kapelle Maria von der Versöhnung steht in Pöring, einem Gemeindeteil der Stadt Landsberg am Lech im oberbayerischen Landkreis Landsberg am Lech. Zusammen mit anderen Gebäuden steht sie in der  Liste der Baudenkmäler in Landsberg am Lech unter der Nr. D-1-81-130-431 als Schlosskirche des Schlosses Pöring. Die Kirche gehört zum Bistum Augsburg.

## Beschreibung
Als einschiffiger Bau ist die Kapelle eine Saalkirche, gebaut in den Jahren 1739 bis 1742 nach einem Entwurf von Dominikus Zimmermann. Sie besteht aus dem Langhaus, dem eingezogenen Chor mit einer Konche im Osten und zwei das Langhaus im Osten flankierenden Konchen. Aus dem Satteldach des Langhauses erhebt sich im Osten ein mit Schindeln bedeckter Dachreiter mit dem Glockenstuhl. 
In den Konchen stehen die Altäre. In dem Retabel des südlichen Altars ist der heilige Sebastian dargestellt, in dem des nördlichen die heilige Helena. Der um 1760 gebaute Hochaltar, der Johann Luidl zugeschrieben wird, steht in der östlichen Konche. In seinem Altarretabel steht eine Marienstatue aus einer früheren Kapelle, der eine Krankenheilung im Jahr 1731 zugeschrieben wird und die deshalb als Gnadenbild übernommen wurde.